# Cratere Sullivan (Venere)
Sullivan  è un cratere sulla superficie di Venere. Deve il proprio nome all'insegnante statunitense Anne Sullivan (1866-1936).